# Monterubbiano
Monterubbiano là một đô thị thuộc Tỉnh Ascoli Piceno, ở vùng Marche của Italia. Tại thời điểm ngày 1 tháng 1 năm 2006, đô thị này có dân số là 2.441, người và diện tích là 32 km².

Monterubbiano giáp các đô thị: Fermo, Lapedona, Montefiore dell'Aso, Moresco, Petritoli, Ponzano di Fermo